# 여체

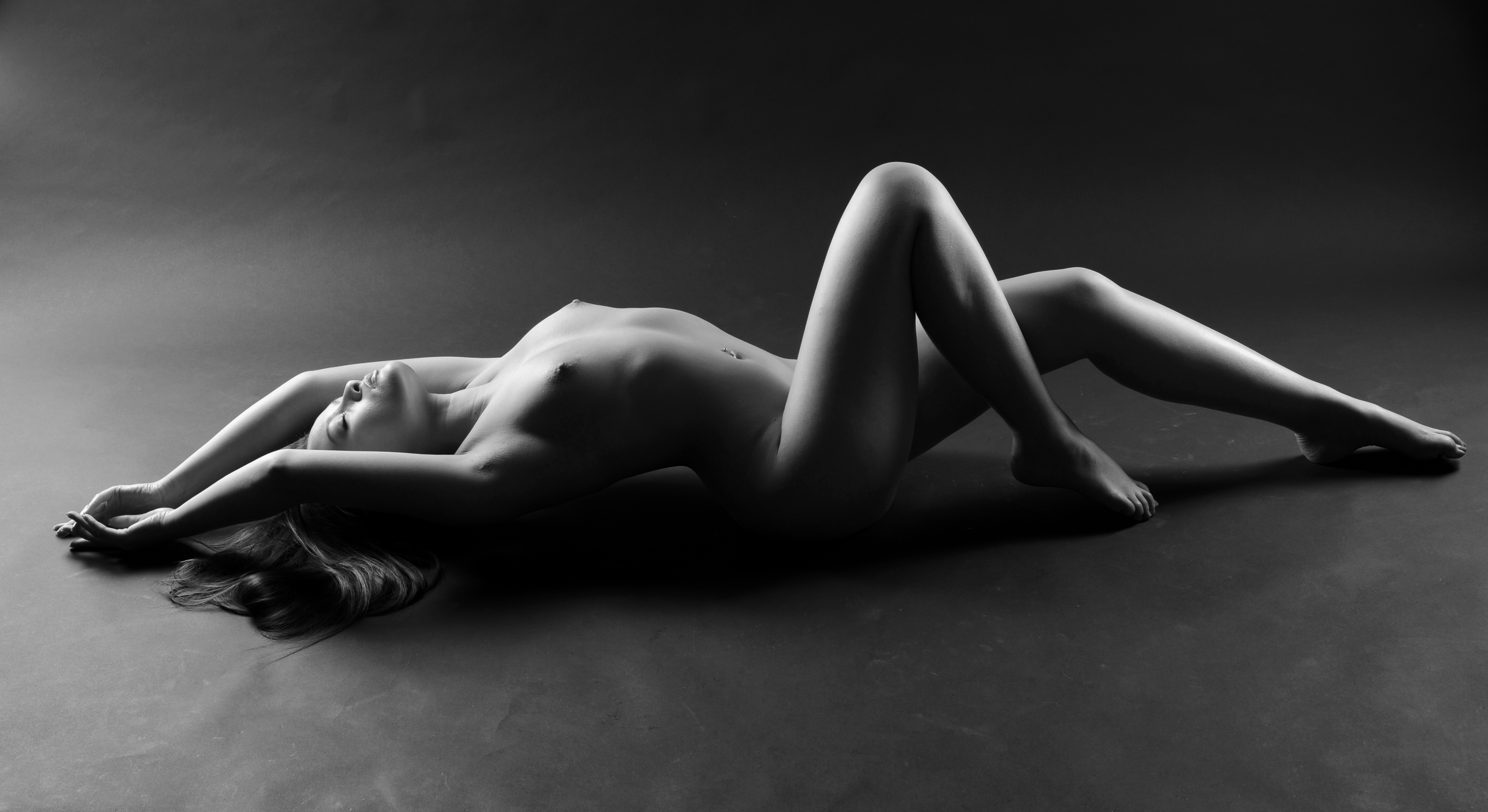
여체

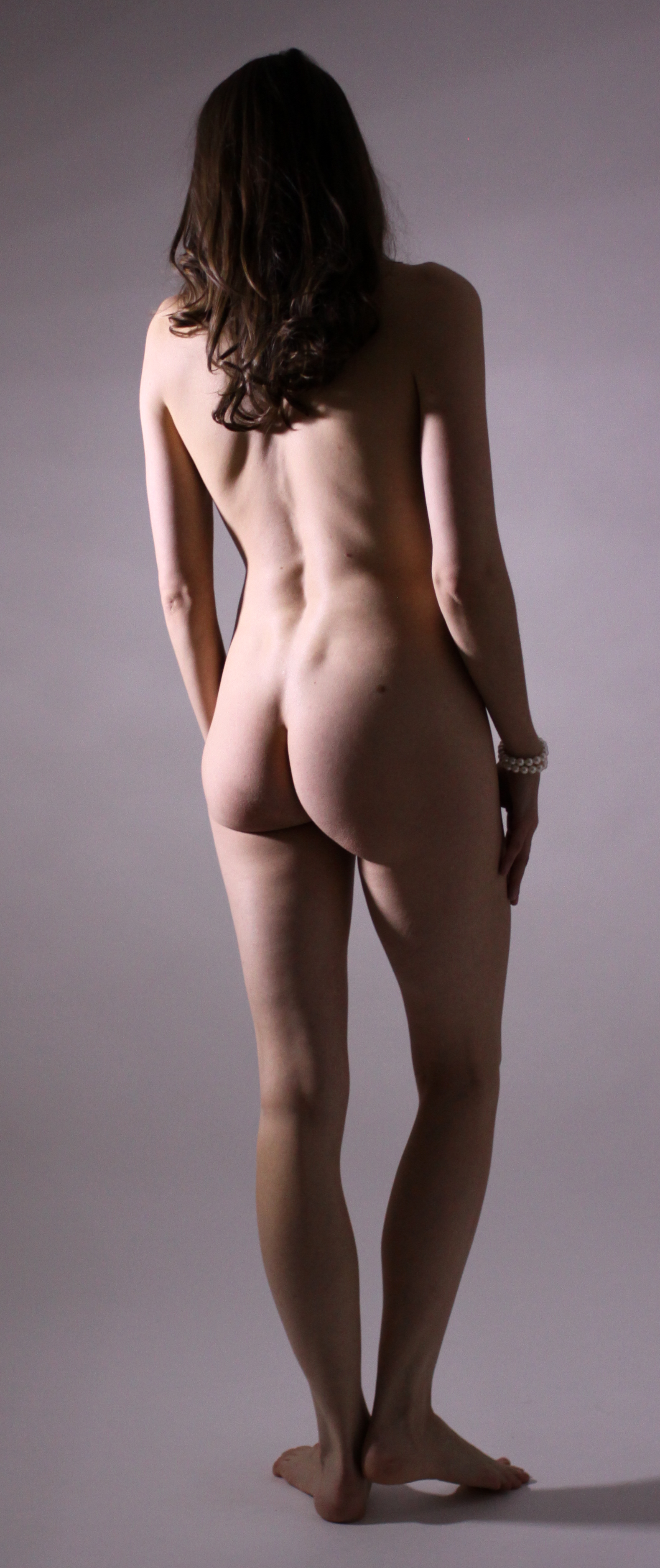

여체(女體, female body; female figure)란 여성의 골격구조 및 근육과 지방의 분포가 누적되어 나타나는 여성 특유의 외모적 특징이다. 여성들에게는 전체적으로 표준화되는 여러 가지의 신체적 특징이 있다.